# Sphaerotylus exospinosus
Sphaerotylus exospinosus är en svampdjursart som beskrevs av Claude Lévi 1993. Sphaerotylus exospinosus ingår i släktet Sphaerotylus och familjen Polymastiidae.
Artens utbredningsområde är havet kring Nya Kaledonien. Inga underarter finns listade i Catalogue of Life.